# Hylopetes phayrei
Hylopetes phayrei is een zoogdier uit de familie van de eekhoorns (Sciuridae). De wetenschappelijke naam van de soort werd voor het eerst geldig gepubliceerd door Blyth in 1859.